# Надя Фанкіні
Надя Фанкіні (25 червня 1986 , Ловере, Ломбардія ) - італійська гірськолижниця, дворазова призерка чемпіонатів світу у швидкісному спуску, переможниця двох етапів Кубка світу. Молодша сестра гірськолижниці Елени Фанкіні.

## Спортивна кар'єра
У Кубку світу дебютувала в грудні 2003 року в Альта Бадіа на змаганнях з гігантського слалому. У першій спробі Фанкіні посіла 43-тє місце і не класифікувалася на другий спуск.
2006 року Фанкіні взяла участь у домашній Олімпіаді. Її найкращий результат на цьому турнірі - 8-ме місце в гігантському слаломі. Чотири роки по тому італійка пропустила Олімпіаду у Ванкувері через травму коліна.
Учасниця п'яти чемпіонатів світу, на яких виборола дві медалі у змаганнях зі швидкісного спуску: 2009 року - бронзову, а 2013-го - срібну.
Першу перемогу в рамках Кубка світу здобула наприкінці 2008 року, вигравши супергігант у канадському Лейк Луїзі. Другої перемоги Наді довелося чекати понад сім років — 20 лютого 2016 року вона перемогла у швидкісному спуску в італійському Ла-Тюїлі.
Перебуває у стосунках з Девідом Сальвадорі. У пари двоє синів — Алессандро Сальвадорі (нар. 17 грудня 2019) та Давіде Сальвадорі (нар. 22 червня 2021).
Навесні 2020 року оголосила про завершення кар'єри.

## Результати в Кубку світу
Усі результати наведено за даними Міжнародної федерації лижного спорту.

### Підсумкові місця в Кубку світу за роками
| Сезон | Вік | Загальний залік | Слалом     | Гігантський слалом | Супергігант | Швидкісний спуск | Гірськолижна комбінація |
| ----- | --- | --------------- | ---------- | ------------------ | ----------- | ---------------- | ----------------------- |
| 2004  | 17  | 112             | —          | —                  | 51          | —                | —                       |
| 2005  | 18  | 37              | —          | 27                 | 18          | 49               | —                       |
| 2006  | 19  | 22              | —          | 18                 | 37          | 15               | —                       |
| 2007  | 20  | 33              | —          | 50                 | 15          | 23               | —                       |
| 2008  | 21  | 38              | —          | —                  | 35          | 13               | —                       |
| 2009  | 22  | 9               | —          | 40                 | 2           | 5                | 50                      |
| 2010  | 23  | 28              | —          | —                  | 13          | 23               | —                       |
| 2011  | 24  | Травмована      | Травмована | Травмована         | Травмована  | Травмована       | Травмована              |
| 2012  | 25  | 75              | —          | 28                 | —           | —                | —                       |
| 2013  | 26  | 37              | —          | 17                 | 28          | 30               | —                       |
| 2014  | 27  | 18              | —          | 11                 | 9           | 34               | —                       |
| 2015  | 28  | 12              | —          | 6                  | 9           | 25               | —                       |
| 2016  | 29  | 14              | —          | 16                 | 13          | 6                | —                       |
| 2017  | 30  | 37              | —          | 30                 | 21          | 25               | —                       |
| 2018  | 31  | 27              | —          | —                  | 17          | 16               | —                       |
| 2019  | 32  | 36              | —          | —                  | 25          | 11               | —                       |

Станом на 4 лютого 2019 року

### П'єдестали в окремих заїздах
- 2 перемоги – (1 СГ, 1 ШС)
- 13 п'єдесталів – (8 ШС, 4 СГ, 1 ГС)

| Сезон | Дата            | Місце проведення            | Дисципліна         | Місце |
| ----- | --------------- | --------------------------- | ------------------ | ----- |
| 2007  | 1 грудня 2006   | Озеро Луїза (Канада)        | Швидкісний спуск   | 3-тє  |
| 2008  | 9 лютого 2008   | Сестрієре (Італія)          | Швидкісний спуск   | 3-тє  |
| 2008  | 8 березня 2008  | Кранс Монтана (Швейцарія)   | Швидкісний спуск   | 3-тє  |
| 2009  | 5 грудня 2008   | Озеро Луїза (Канада)        | Швидкісний спуск   | 2-ге  |
| 2009  | 7 грудня 2008   | Озеро Луїза (Канада)        | Супергігант        | 1-ше  |
| 2009  | 20 грудня 2008  | Ст. Моріц (Швейцарія)       | Супергігант        | 3-тє  |
| 2009  | 27 лютого 2009  | Бансько (Болгарія)          | Швидкісний спуск   | 3-тє  |
| 2009  | 10 березня 2009 | Оре (Швеція)                | Super-G            | 2-ге  |
| 2010  | 10 січня 2010   | Гаус ім Енншталь (Австрія)  | Супергігант        | 3-тє  |
| 2015  | 13 березня 2015 | Оре (Швеція)                | Гігантський слалом | 2-ге  |
| 2016  | 19 лютого 2016  | Ла-Тюїль (Італія)           | Швидкісний спуск   | 3-тє  |
| 2016  | 20 лютого 2016  | Ла-Тюїль (Італія)           | Швидкісний спуск   | 1-ше  |
| 2018  | 14 січня 2018   | Бад-Кляйнкірхгайм (Австрія) | Швидкісний спуск   | 3-тє  |

## Результати на чемпіонатах світу
Усі результати наведено за даними Міжнародної федерації лижного спорту.
| Рік  | Вік | Слалом     | Гігантський слалом | Супергігант | Швидкісний спуск | Гірськолижна комбінація |
| ---- | --- | ---------- | ------------------ | ----------- | ---------------- | ----------------------- |
| 2005 | 18  | —          | НФ1                | 4           | —                | —                       |
| 2007 | 20  | —          | —                  | НФ1         | 13               | Диск.                   |
| 2009 | 22  | —          | —                  | 9           | 3                | —                       |
| 2011 | 24  | Травмована | Травмована         | Травмована  | Травмована       | Травмована              |
| 2013 | 26  | —          | НФ1                | 21          | 2                | —                       |
| 2015 | 28  | —          | 16                 | 12          | 12               | —                       |
| 2017 | 30  | Травмована | Травмована         | Травмована  | Травмована       | Травмована              |
| 2019 | 32  | —          | —                  | 5           | 14               | —                       |

## Результати на Олімпійських іграх
Усі результати наведено за даними Міжнародної федерації лижного спорту.
| Рік  | Вік | Слалом                               | Гігантський слалом                   | Супергігант                          | Швидкісний спуск                     | Гірськолижна комбінація              |
| ---- | --- | ------------------------------------ | ------------------------------------ | ------------------------------------ | ------------------------------------ | ------------------------------------ |
| 2006 | 19  | —                                    | 8                                    | 38                                   | 10                                   | 20                                   |
| 2010 | 23  | Травмована за тиждень перед початком | Травмована за тиждень перед початком | Травмована за тиждень перед початком | Травмована за тиждень перед початком | Травмована за тиждень перед початком |
| 2014 | 27  | —                                    | 4                                    | 10                                   | 22                                   | —                                    |
| 2018 | 31  | —                                    | —                                    | 12                                   | НФ                                   | —                                    |